# Diplazon tetragonus
Diplazon tetragonus là một loài tò vò trong họ Ichneumonidae.